# Harpacticella paradoxa
Harpacticella paradoxa är en kräftdjursart som beskrevs av Brehm 1930. Harpacticella paradoxa ingår i släktet Harpacticella och familjen Harpacticidae. Inga underarter finns listade i Catalogue of Life.